# Lettische Badmintonmeisterschaft 1989
Die Lettische Badmintonmeisterschaft 1989 fand in Riga statt. Es war die 26. Auflage der nationalen Titelkämpfe von Lettland im Badminton, zu dieser Zeit noch als Meisterschaft der Sowjetrepublik.

## Titelträger
| Disziplin    | Sieger                            |
| ------------ | --------------------------------- |
| Herreneinzel | Vladimirs Uļjanovs                |
| Dameneinzel  | Ginta Skrebele                    |
| Herrendoppel | Vladimirs Uļjanovs Aivars Tērauds |
| Damendoppel  | Ginta Skrebele Svetlana Agarkova  |
| Mixed        | Vladimirs Uļjanovs Ginta Skrebele |